# バハン
バハン（Badhan, Baran, ソマリ語: Badhan, アラビア語: برن, Baran, イタリア語: Badhan）はソマリア北東部にあるサナーグ地域所属の都市。2007年7月、プントランドから独立宣言をしたマーヒルの首都となったが、2009年1月に再びプントランドに戻っている。2019年8月に、それまでソマリランド軍として活動していた一軍がプントランドに寝返り、以後はプントランドの影響が強くなった。2019年のユニセフの報告書でも、バハンはプントランドの扱いである。
バハンは海岸から南方100キロメートルぐらいの位置にあり、海岸との間に標高1800メートルほどのカルマドー山脈があるので海は見えない。
ソマリア内戦以降、バハンは避難民の流入により規模がむしろ拡大し、1つの病院、3つの高校、大学がある。バハンは主に4つの地区、クドロホ（Qudloho）、中心街（Upper Market）、周辺街（Lower Market）、ニューバハン（New Badhan）からなる。
バハンはワルサンゲリ氏族にとっての政治中心地である。

## 住民
バハンは都市として急成長している。バハンはソマリア内戦前には人口が1万5千に満たないどこにでもある小さな町だった。しかしソマリア内戦後、サナーグ州は比較的治安が良かったため、国中から人が集まり、バハンの人口は2003年には9万2千 、2007年には12万人にまで急増した。
2005年のバハン地区全体の住民は5万5千人。そのうち都市部にすむ人は7300人。

## 教育
2009年時点で、バハンには3つの小中学校、3つの高校がある。また、地元住民のみならずサナーグ州全体の人を対象とした工科大学設立も計画されている。
バハン地区で小学校がある村の割合は、2015年の調査では86%である。
バハンにあるマーヒル大学は、国外避難でアメリカのミネアポリスで暮らしていたマーヒル出身のアブディラフマン・ヘルジ博士が出資し、現在学長を務めている。学科は教育学と情報工学であり、保健、ビジネス、金融についても教えられている。
人道支援団体のホーン・リリーフがボラマに本拠を置いており、活動の一環として牧畜指導者の育成を行っている。
2008年時点で、語学学校が5校あり、アラビア語や英語を教えている。中でもラフォーレ英語学校とタワカル英語教育センターが大きい。

### 初等学校
- Alfurqan初等および中等学校
- Alnour初等および中等学校
- Sinai初等および中等学校
- Alfurqan高校
- Alnour高校
- Badhan高校

### 高校卒業後の学校
- ラフォーレ英語学校
- タワカル語学学校
- ハジ・アヤンコミュニティカレッジ
- イクラ高等教育大学
- マーヒル大学

## 交通

### 陸上

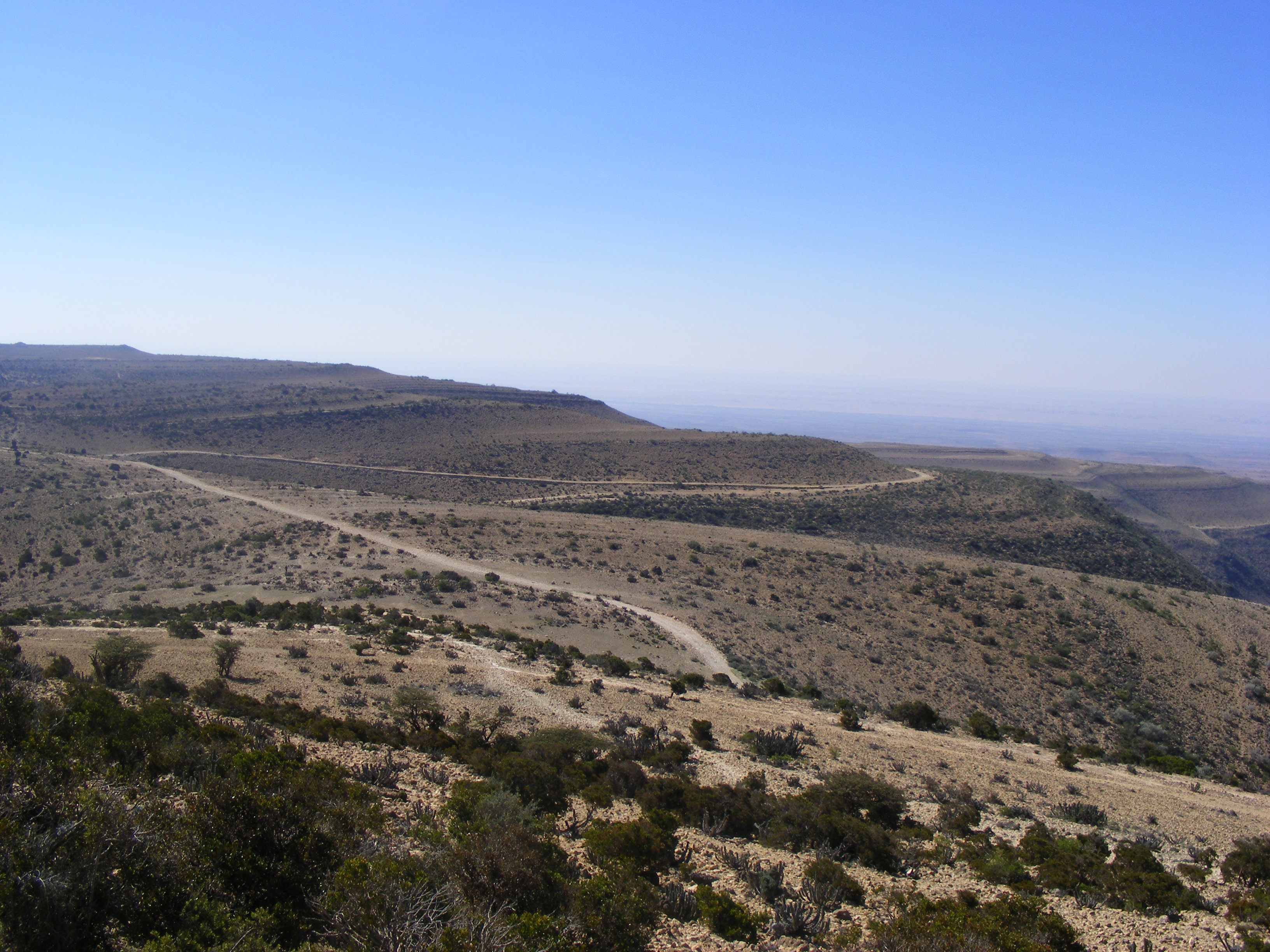
バハン・ラスコレー道路（白線のように見える部分）

交通は主に徒歩である。自動車を持つ住民は少ない。バハンはサナーグ州の中心都市なので、東のボサソと西のエリガボをつなぐ道路がバハンを経由している。また、北のラスコレーと南西のラス・アノドをつなぐ道路もバハンを通る。道は舗装されておらず、整備も不十分である。
バハンとラスコレーを結ぶ道路はゲールドラ道と呼ばれ、95キロメートルある。舗装されておらず、水はけも悪い。バハンを出て数キロメートルは、時々ワジ（涸れ川）を横切る。その先はカルマドー山脈を超える細い山道が60キロメートル続く。

### 空路

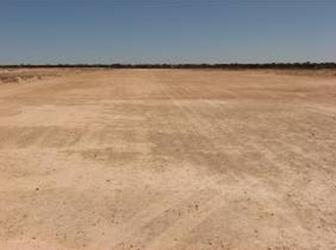
バハンにある仮設滑走路。現在はほとんど使われていない。

バハンはかつて石油採掘調査が行われていたこともあり、1980年代に作られた仮設滑走路がある。滑走路は町の中心にあり、南東方向に向かって作られている。長さ2キロメートル、幅65メートルである。ソマリア内戦直後の1993年から1996年にかけては、ソマリア南東部に住んでいたワルサンガリ氏族をこの地に避難させるのに使われていた。ただし排水溝は無く、今は目印の類が草に埋まっており、路面も草と泥だらけである。さらには、滑走路を横切る生活道路も2本ほど作られている。そのため、現在では、バハン空港はほとんど使われていない。地元NGOによる整備も検討されているが、まずは暗渠の設置が必要であり、見通しは立っていない。
バハン近郊で空港があるのはラスコレーである。エリガボの空港もよく使われる。

## 公共機関
バハンには、国外避難者からの支援で作られたサナーグ州でもっとも大きな病院がある。産科を含めて基本診療科目が揃った施設だったが、資金不足のため、2009年2月から活動を停止している。大きな病院に行くにはバリ州のボサソにまで行かなければならない。小規模な診療施設はあり、応急処置や簡単な治療を受けることができる。

## 産業

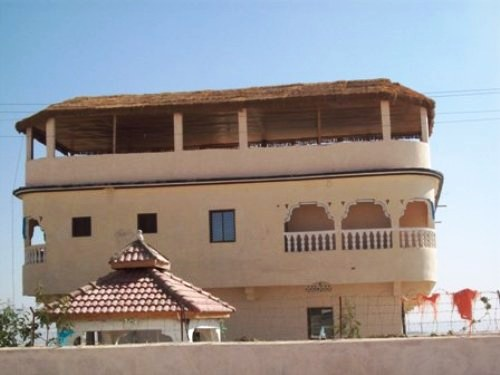
バハンに建てられた新しいホテル

バハンの基本産業は牧畜であるが、NGO関連収入、地元企業なども重要である。
農村部では、農業、漁業、天然資源の採取（ゴム、木材、木炭）が重要な収入源となっている。
町の外からの送金も非常に重要であり、生活が苦しい乾季には送金も多い。主要氏族であるワルサンガリがディアスポラとしてソマリランド、プントランド、ソマリア南部（特にキスマヨ）に数多く住んでおり、そこから送られることが多い。都市住民への送金が多く、農村部には少ない。
サナーグ州の中央付近に位置するという好条件もあり、自然な成り行きとして乳業などの小規模産業が盛んになっている。2009年にはイギリスのカーディフの人物が3階建の新しいホテルを建設している。

## 観光
バハンは気温が高いため、観光は雨季の9月から翌5月が適している。
街中にはコーヒーショップもあり、カートを扱っている店、インターネットカフェなどがある。ホテルやゲストハウスも豊富である。
郊外には岩山や草原があり、珍しい動物や樹木が観察できる。
バハンの北から西にかけて、ソマリアでは珍しく緑に覆われたカルマドー山脈に囲まれており、中でも西方に見えるシンビリス山は標高2,450メートルでソマリア最高峰である。

## 通信
バハンでは電話が使える。電話会社はボサソに本社があるゴリステレソム社である。電話は有線、携帯電話と共に使え、コーヒーショップでは簡便ながらインターネットが使用可能である。

## バハンの政治家
バハン市はバハン地区の一部であり、バハン地区はサナーグ地域の一部である。サナーグ地域の大半はソマリランドが支配しているが、その中のバハン地区の大半はプントランドが支配している。ソマリランド、プントランドの双方がサナーグ地域知事、バハン地区知事、バハン市長を任命している。
一方で、町の主要氏族はワルサンゲリであり、その長がいる。1920年に当時のワルサンゲリの長だったモハメド・アリ・シレがイギリスによって国外追放されてからは、ワルサンゲリの機構に若干の乱れがあり、ワルサンゲリ氏族に影響が大きい長が何人かいる。

### アブディサラン・マハムード・アリ・シレ
Suldaan Siciid Suldaan Cabdisalaan Suldaan Maxamuud Cali Shire
町の主要氏族ワルサンゲリの長。バハンに住んでおり、市長と表現されることもある。ただしアブディサランはあくまでも貴族であり、ワルサンゲリ氏族から崇拝を受けているものの、政治には直接関与していない。

### アブディラ・モハムード・ファター
Abdilla Mohammud Fatah, Sudaan Cabdiladiif Maxamed Faarax, Aqil Faisal Abdillahi Fatah, Faisal Dhere
2012年2月にサナーグ地域の長老の立場でインタビューに答えており、2007年にワルサンゲリ氏族が建てたマーヒル国について、プントランドからの独立は望ましくないとしており、全体的にプントランドに好意的な回答をしている。
2013年12月、当時プントランドの次期大統領だったアブディウェリ・モハメド・アリがバハンを訪問した時、アブディサラン・マハムードは歓迎したが、アブディラ・モハムードはソマリランドへの内政干渉だとして非難した。

### アリ・フセイン・ソマリ
Cali Xuseen Soomaali
2018年8月にソマリランドからバハン地区の知事に任命される。
2019年5月 にプントランドに亡命。2018年の知事任命当時から、プントランドへの寝返りを疑われていた。
2019年7月にプントランド大統領のサイード・アブドゥライ・デニからサナーグ地域の知事に任命された。2021年2月に解任され、プントランド内務省の顧問となった。後任はサイード・アフメド。

### モハメド・ハムド・オマル
Maxamed Xaamud Cumar
2019年7月から。前任のアリ・フセインが亡命後しばらくソマリランドによるバハン地区知事は空席だったが、その後に知事となった。

### サイード・アフメド・ジャマ・モハメド
Siciid Axmed Jaamac Maxamed
2021年2月にアリ・フセインの後を受けてプントランドのデニ大統領にサナーグ地域の知事に任命された。

### アブディリザク・アフメド・イセ
Cabdirisaaq Axmed Ciise (Biibiis)
2011年の市長として報じられている。
2015年7月、デンマークの団体からバハンに暮らすイエメンからの避難民に支援物資が送られたため、バハン市長として状況を視察している。
2016年12月、バハン市長として、この地区の旱魃状況を視察に来たプントランド議会の代表を歓迎。
2017年11月、バハン市長としてプントランドの治安長官、プントランドの情報局長 を歓迎。
2019年4月、バハン地区のShimisにプントランド軍の基地が作られることになり、バハン市長として起工式に出席。
2019年9月、選挙により市長の座をアフメド・モハメドに譲った。

### アフメド・モハメド・ティミール
Axmed Maxamed Timir
2019年9月、選挙により市長となった。

### アブダレ・モハムド・アブディ
Abdale Mohamud Abdi
2019年6月にSomaliland Standard紙にバハン市長として紹介されている。

## 歴史

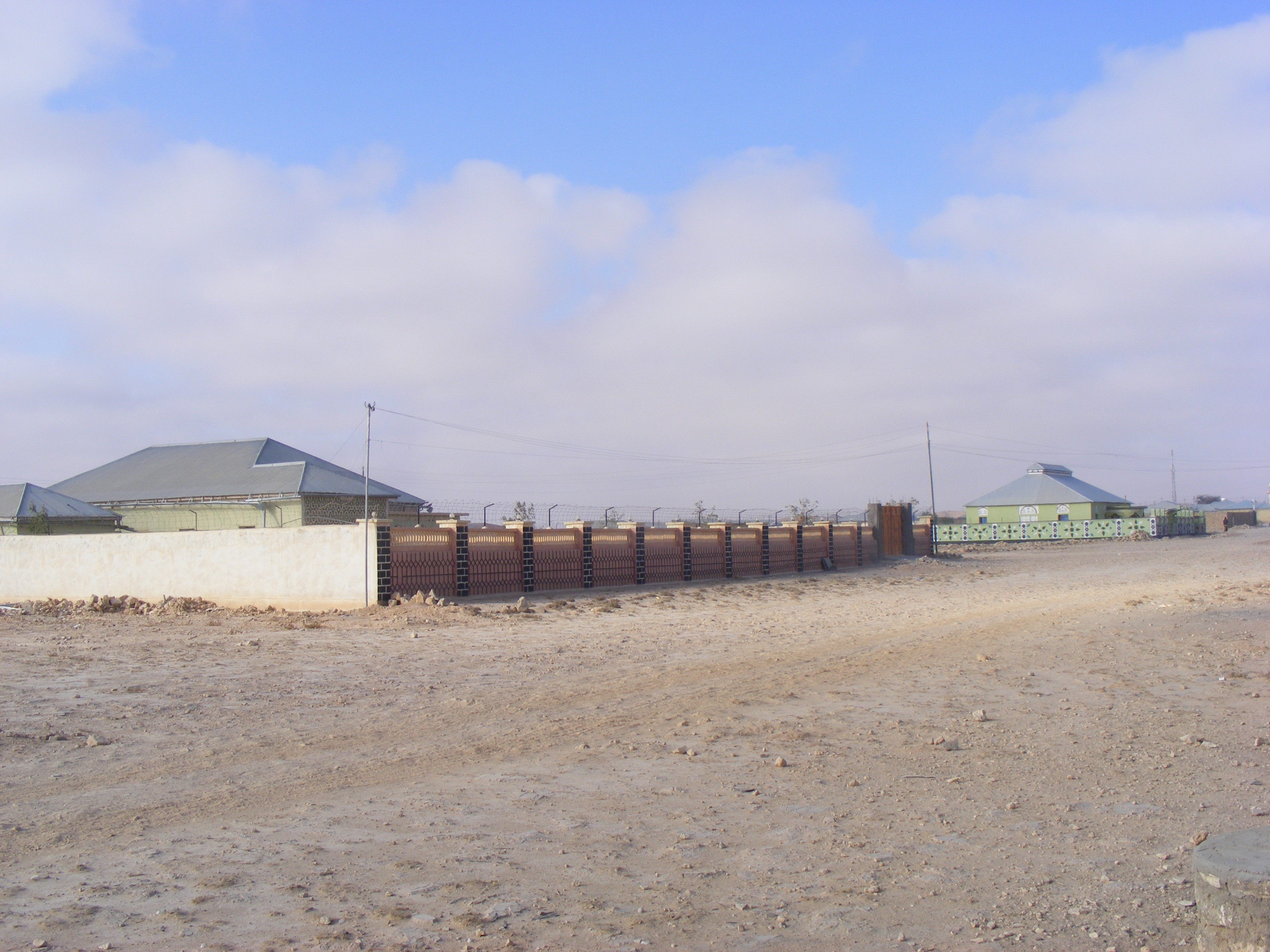
バハンの住宅地域

この辺りは水が豊富だったため、14世紀にソマリ族ダロッド氏族の支族ワルサンガリが放牧地として利用していた。
1860年頃には低地であるフベーラ（Hubeera）に集落が作られたが、雨季にはしばしば水害があった。
1900年代の始め、サイイド・ムハンマド・アブドゥラー・ハッサンがイギリスおよびエチオピアに対して反乱を起こすと、ワルサンガリ王国もこれに同調した。ハッサンはバハンに砦の建設を命じている。砦の遺跡もあるが、今日では傷みが激しい。
1970年頃に水害を避けるため、集落がフベーラからバハンに移された。

### ソマリア内戦とプントランド・ソマリランド紛争
1991年にソマリア内戦となる。
2006年の戦闘が原因で、ワルセンゲリ氏族はプントランドと距離を取ったが、ソマリランドにも参加せず、新たにマーヒルという国を作った。ただし間もなくプントランドに吸収される形で消滅。
2007年にソマリランドがそれまでプントランド領だったラス・アノドを占領し、それを機会にプントランド・ソマリランド紛争が勃発。
2008年2月、ソマリランド軍がバハンに進駐。バハンの地元兵の主力は不在であり、抵抗なく占領できた。
2013年5月、バハン市長のFaisal Abdullahi Fatahとソマリランド軍司令官が、トルコからの支援物資の横領を行ったとして互いを非難。
2013年12月、プントランド大統領がバハンを訪問。
2014年3月21日、バハンにソマリランド軍が侵入。
2015年10月、ソマリランドの選挙啓発代表団が当時のソマリランドの拠点の一つであるエリガボからバハンに向かったが、その半分ほど（50キロメートル）東に行ったところでプントランドと地元警察に逮捕され、バハンの刑務所に一晩入れられた。
2016年から2017年にかけてバハン地区では旱魃となり、郊外の住民の多くがバハンなどの都市部に移住した。
2016年7月、翌年のソマリランド選挙の宣伝を行うため、ソマリランドの国防省がバハンを訪問。
2017年のソマリランド選挙で、バハンではワダニ党が最も多くの議席を獲得した。
2017年11月、プントランドの安全保障長官がバハンを訪問。
2018年1月初め、ソマリア連邦政府の計画長官ジャマル・ハッサン・モハメドがバハンを訪問。
2018年1月8日、ソマリランド軍とプントランド軍がトゥカラクで戦闘を行った（トゥカラクの戦い）。ここ数年のソマリランド東部（プントランド西部）の戦いは、主に地元氏族同士の戦闘だったが、これは久しぶりのソマリランド軍とプントランド軍の本体同士の戦いだった。これを契機にソマリランド軍とプントランド軍との戦闘が活発化し、ワルセンゲリ氏族の政治の中心都市は、昔のラス・コレー、ハダフティモから、バハンへと変わった。
2018年8月、プントランド大統領がバハン市議会を解散。
2018年9月、プントランド大統領がバハンで閣議を実施。
2018年9月、プントランドの兵士がワルサンガリの長の一人であるハッサン・アリ・ジブリール（Suldaan Xasan Cali Jibriil）をハダフティモとバハンの間の道路で殺害し、プントランド軍に逮捕された。ただしこの事件は、ハッサン・アリ・ジブリールがバハンの検問所を車で突破したため警察官がそれを阻止するために発砲したとも報じられている。この長の地位は息子のハッサンが継承。
2019年8月、ソマリランド軍はワルサンガリ氏族出身の司令官に対し、バハンを占領するよう指示したが、この司令官らは一族との対立を避けるためにプントランドに亡命した。以後、バハンはプントランドの影響が大きくなる。
2019年5月にアリ・フセイン（Cali Xussen）が市長を辞任。2019年9月には、アフメド・マハメド・ティミル（Axmed Maxamed Timir）が市長となり、26歳の女性が副市長となった。この時点のバハン議会は評議員が28名であり、そのうちの9名が女性である。この選挙はプントランド内務省が主催した。
2019年8月、プントランドの内務長官がバハンを訪問。
2020年10月、バハンのプントランド軍の一部がソマリランドに亡命。この中には2019年5月にソマリランドからプントランドに亡命した兵士もいた。
2021年1月、バハンの地方政府がソマリランド選挙に向けた有権者登録に協力的だったとして、プントランド政府は軍を派遣し、ソマリランド政府に関するあらゆるものが除去された。なお、バハンの地方政府がソマリランド選挙に興味を持っているのは、ソマリランドの開発プロジェクトの誘致が狙いだといわれている。
2021年3月、Somaliland Todayは、Shidan、ブーホードレ、バハンがプントランドの政権下にあり、バハンに軍事基地が作られたと報じている。

## ギャラリー

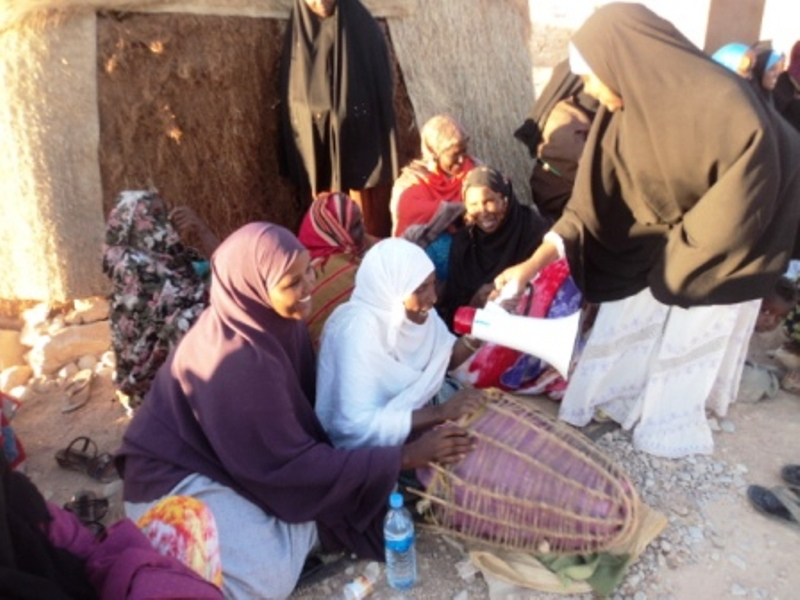
アルフカン高校の女子高生
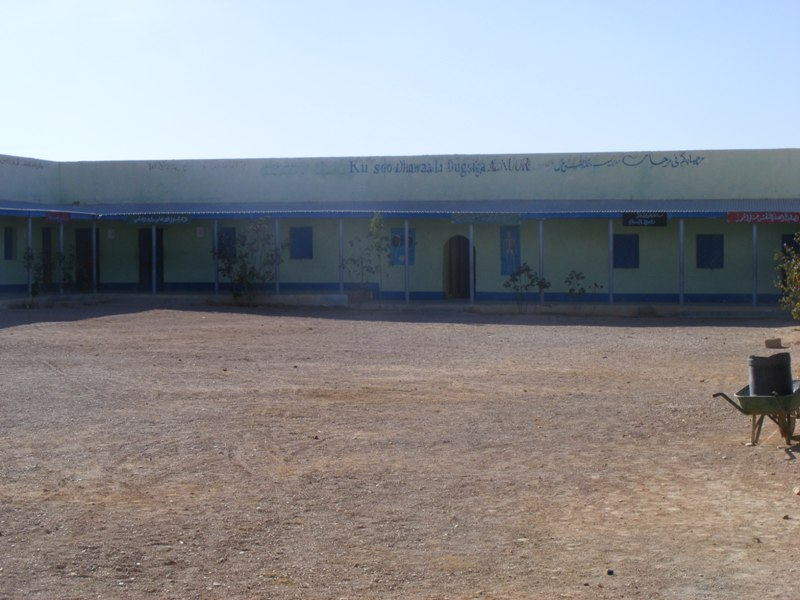
アルヌール高校
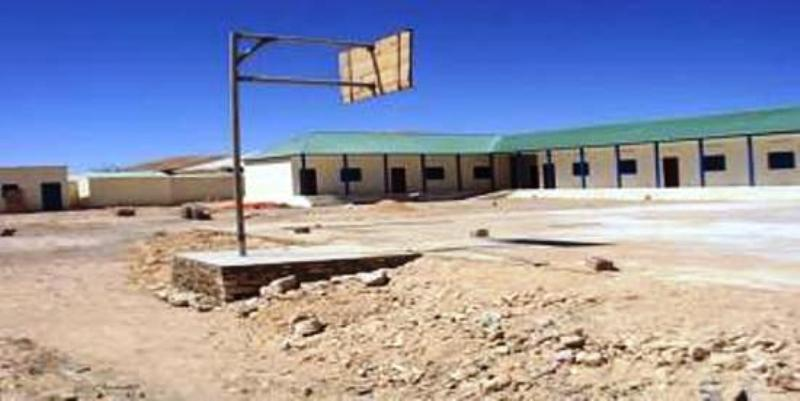
バハン地方政府
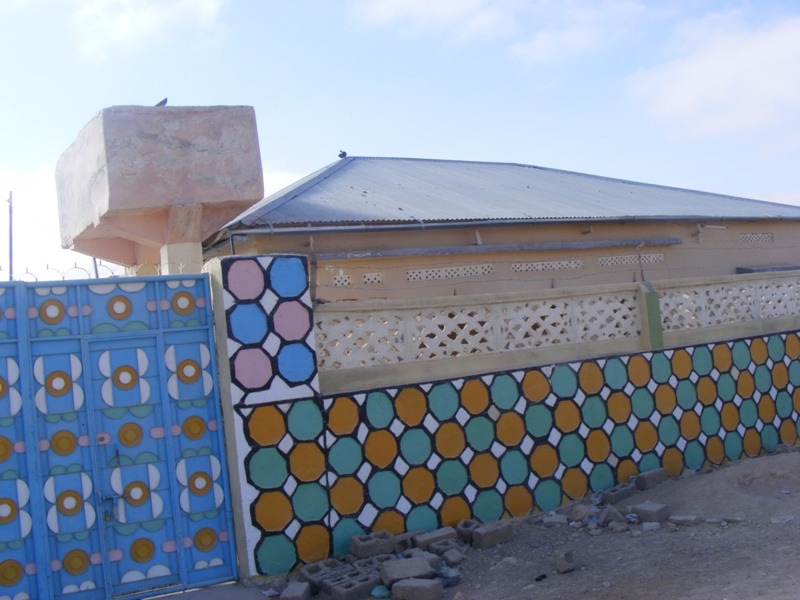
バハンの住宅
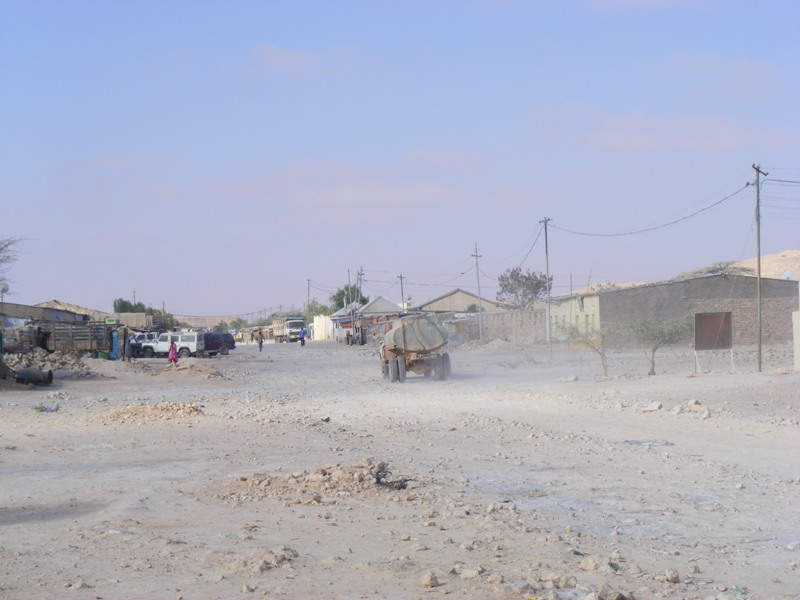
町の東方